# Monimul Hoque
Monimul Hoque (ur. ?) – banglijski lekkoatleta, młociarz.

## Rekordy życiowe
- Rzut młotem – 56,54 (1992) rekord Bangladeszu[1][2]